# Île Isabela (Équateur)
Pour les articles homonymes, voir Île Isabela et Isabela.
L'île Isabela, en espagnol Isla Isabela, aussi appelée Albemarle par les Anglais, est une île d'Équateur située dans les îles Galápagos.

## Toponymie
Le nom Isabela vient de la reine Isabelle Ire de Castille (1451 - 1504), qui finança l'expédition de Christophe Colomb de 1492.
Elle est connue par les Anglais sous le nom Albemarle en l'honneur de George Monck, 1er duc d'Albemarle (1608 - 1670). La dénomination exacte, île Duc d'Albemarle, lui fut attribuée en mai 1684 par le flibustier anglais William Ambrose Cowley.

## Géographie

### Localisation
L'île a la particularité d'être traversée par l'équateur terrestre sur une distance de 43 km.

### Topographie
L'île Isabela est la plus grande de l'archipel des Galápagos avec une centaine de kilomètres de longueur. Elle comporte six volcans dont le Wolf qui est le point culminant de l'île et de l'archipel avec ses 1 710 mètres d'altitude.

### Faune
La faune est composée d'iguanes (dont une espèce endémique de cette île, Conolophus marthae, que les hispanisants appellent Iguana rosada du fait de sa couleur rosée, vivant sur les pentes du volcan Wolf), de pinsons, de tortues géantes, de nouvelles espèces de poissons, d'oiseaux, de coquillages, de plantes et d'insectes.
Isabela est intéressante pour sa flore et sa faune. Les îles jeunes ne suivent pas le même modèle de végétation que les autres îles. Avec des champs de lave relativement récents, les sols de l'île n'ont pas développé une quantité suffisante de nutriments afin de pouvoir soutenir des zones de vie variées comme on en trouve sur les autres îles de l'archipel.
Isabela abrite plus de tortues sauvages que toutes les autres îles. Le relief de l'île, en particulier les coulées de lave, crée des obstacles à la progression des espèces, favorisant l'apparition de plusieurs sous-espèces de tortues.
La zone du canal Bolivar, entre les îles Isabela et Fernandina, est l'un des meilleurs endroits de l'archipel pour observer des baleines de Bryde et de grands dauphins.

#### Certains des oiseaux qui peuplent l'île

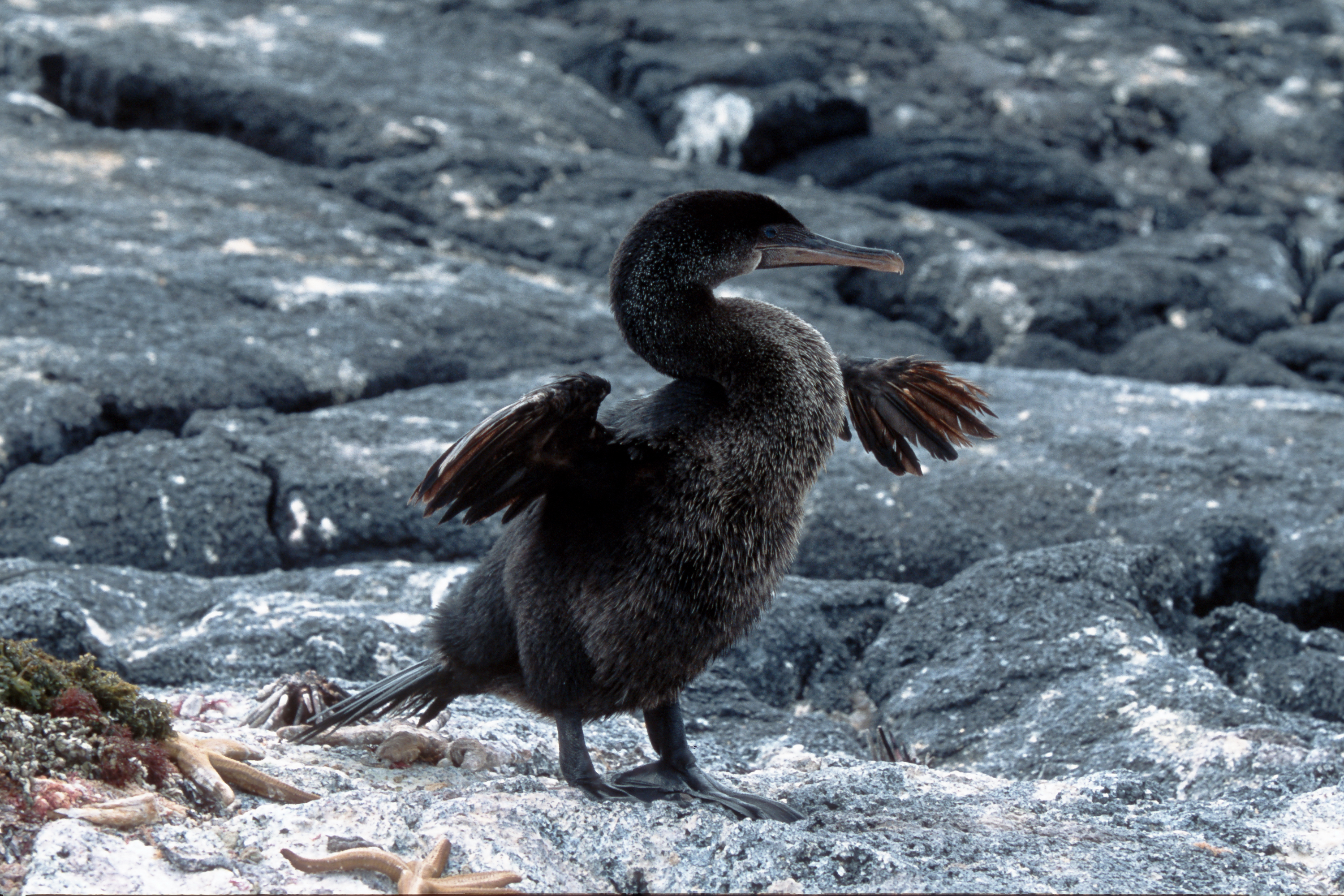
(Phalacrocorax harrisi)
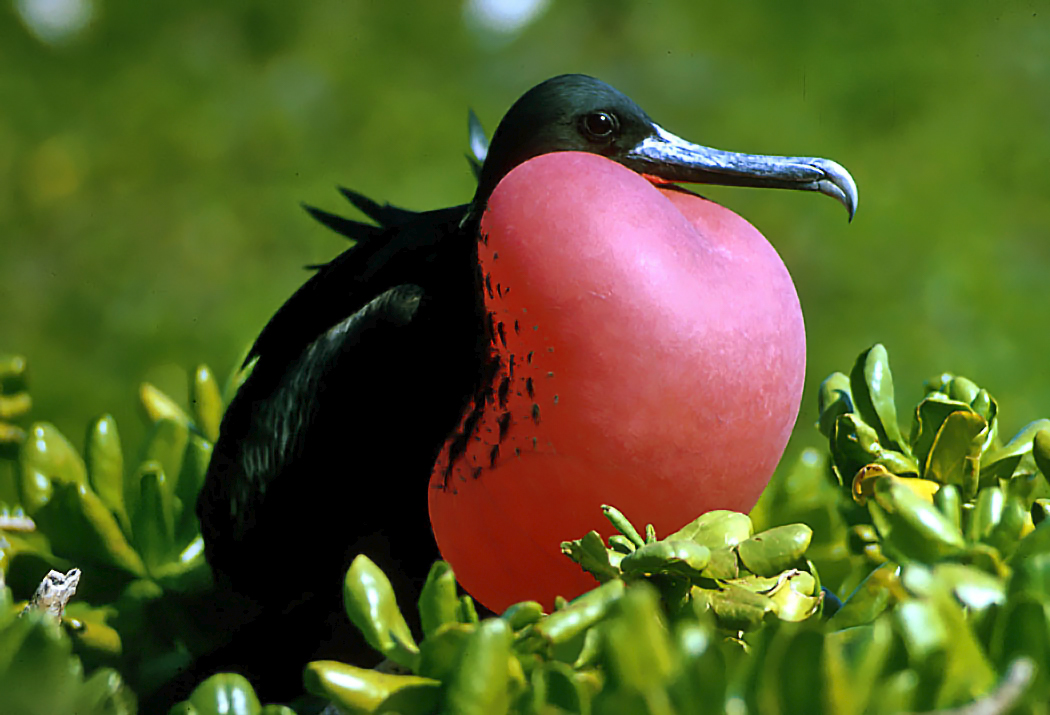
(Fregata magnificens)
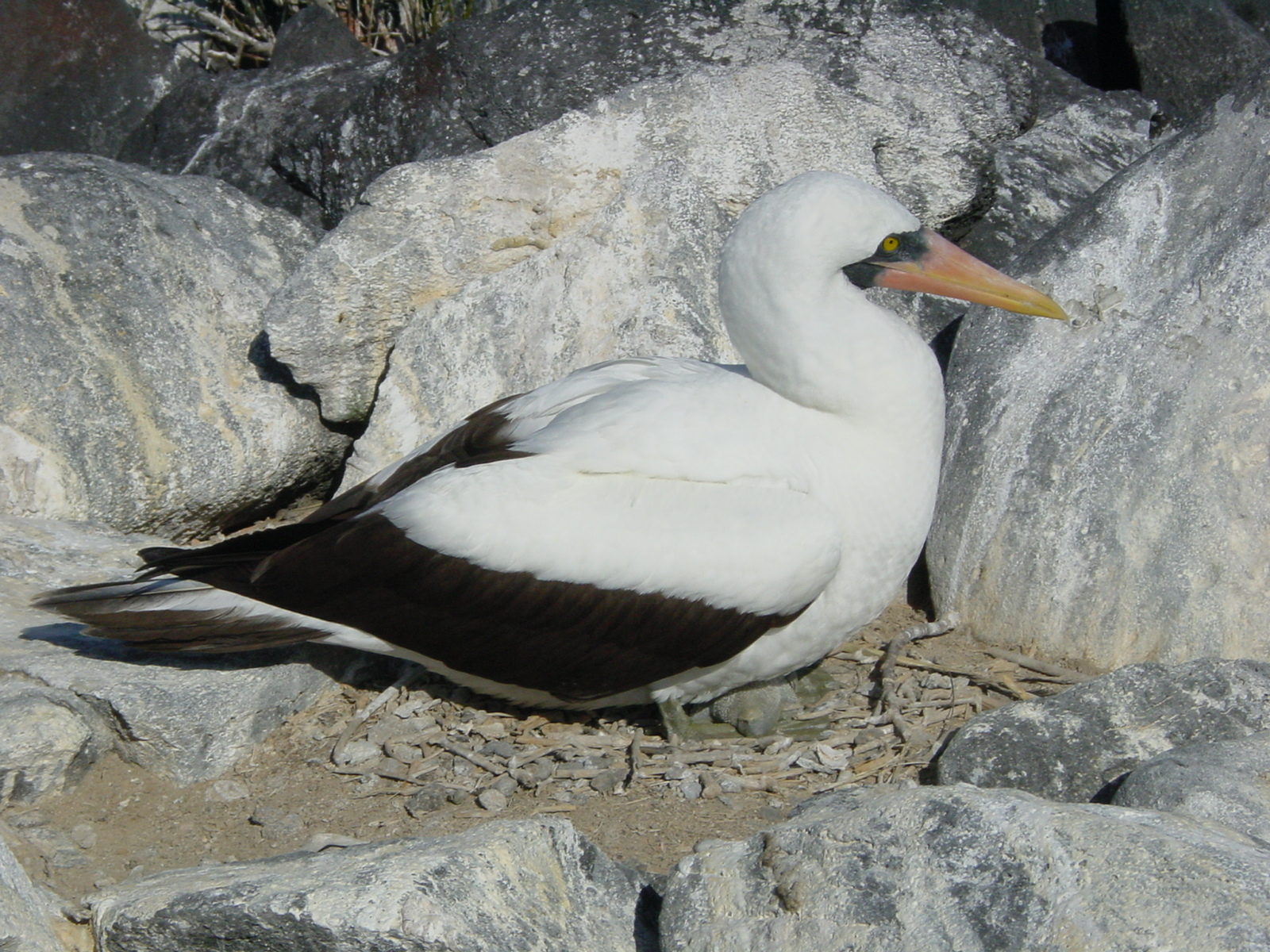
(Sula granti)
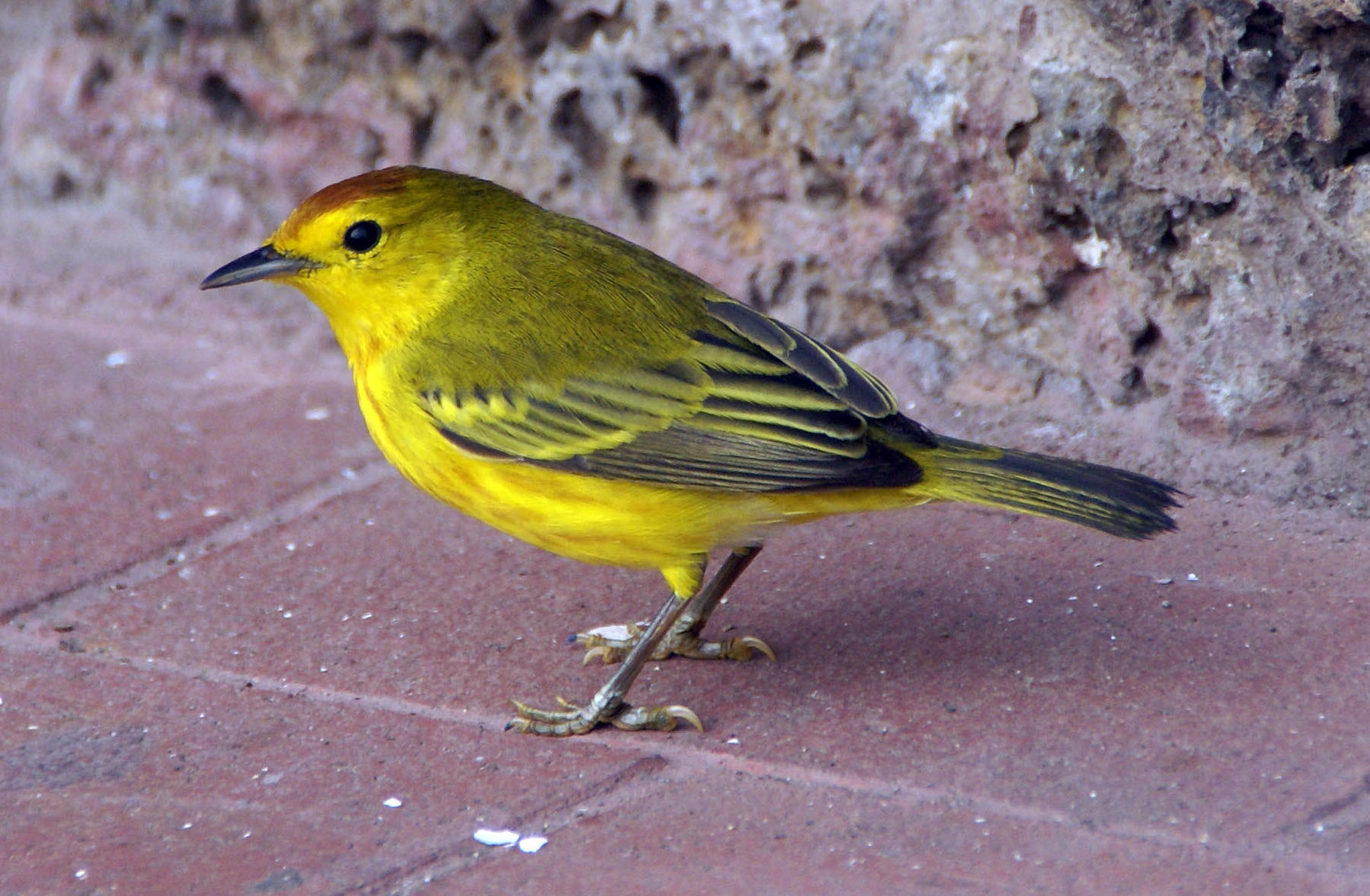
(Dendroica petechia)

## Démographie
La population de l'île s'élève à 2 200 habitants dont la quasi-totalité vit dans le centre urbain de Puerto Villamil.